# Манастир Успења Пресвете Богородице у Вети
Манастир Успења Пресвете Богородице у Вети, односно Ветански манастир је средњовековни српски манастир посвећен Успењу Пресвете Богородице у саставу Нишке епархије Српске православне цркве. Према једном предању, које је уједно и најстарије, манастир је највероватније из византијског периода, мада поузданих података о времену када је подигнут нема. Први писани подаци потичу из 17. века, када је он обновљен. 
Манастирска црква личи на обичну зграду, не припада ниједном грађевинском стилу и нема нарочите архитектонске вредности. Изузев путира који су поклонили руски војници за покој душа својих другова изгинулих у ослободилачком рату 1854. године, црква је без посебних верских и историјских вредности. Манастир није имао струју и воду све до 2016. године када је прикључен на електричну и водоводну мрежу. До тада се манастир водом  снабдевао са манастирског кладенца, а ноћу је осветљаван свећама и кандилом.

## Заштита
Манастир је уврштен у Споменик културе од великог значаја Републике Србије под редним бројем СК 230.

## Положај манастира и прилазни правци
Манастир се налази у атару села Вета, на северним падинама Суве планине, у подножју њеног највећег врха Трем (1.810 m), некада уз сам стари римски пут Виа Милитарис који је повезивао Европу и Малу Азију, данас осам километара југозападно од Црвене Реке на међународном путу Ниш — Димитровград, у општини Бела Паланка.
Манастирски комплекс смештен је осам километара југозападно од Црвене Реке и међународног пута Е-80, М1.12:Ниш - Пирот - Градина (Општина Димитровград) - (Бугарска), на живописном и тешко приступачном, густо пошумљеном северном пределу Суве планине, југозападно од села Вета, на 680 метара надморске висине.
Географски положај
- Северна географска ширина: 43° 20′ 28"
- Источна географска дужина: 22° 05′ 01"
- Надморска висина: 680 m

### Прилазни правци
Први правац, и најприступачнији прилаз до села Вета и манастира, је са међународног пута Ниш — Димитровград из насеља Црвена Река. Пут дуг осам километара је једним делом асфалтни, до села Глоговац у дужини око 4 километра, а другим делом макадамски до села Вета, такође у дужини од око 4 километра. Од села Вета до манастира води, тешко проходан пољски пут, у дужини од 1.375 метара, усечен између ветанских њива и башти, који је у кишном периоду због блата тешко проходан.
Други правац, из кога се може доћи до манастира Успеније Пресвете Богородице у Вети дужине је 3.135. метара и полази од Бојаниних Вода, познатог нишког одмаралишта и зимског скијашког центра на Сувој планини, до кога се стиже солидним асфалтним путем из Ниша. Овај правац је једним делом макадамски шумски пут до места званог Белиш испод Соколовог камена  а другим делом пешачка стаза кроз шуму и ливаде којом се стиже до манастира.
Трећи правац, је пешачка стаза кроз шуму и пашњаке северних обронака Суве планине, у дужини од 3.810 метара. Овај правац углавном користе планинари, љубитељи природе и верници из Ниша и околине, јер је најкраћи пут до манастира. Правац полази из села Горња Студена у градској општини Нишка Бања, до кога се стиже солидним асфалтним путем кроз Јелашничку клисуру.

## Историја
Нема поузданих података о томе када је подигнут манастир Успеније Пресвете Богородице. У прегледу црквених споменика кроз повесницу српског народа у издању САНУ из 1950. године пише:
„Ветски манастир код села Вете испод Суве планине, са црквом Успења Богородице. Није проучен.“
Према веровању манастир Успеније Пресвете Богородице је задужбина Мрњавчевића. Када је Османлијско царство освојило крајеве данашње источне Србије 1386. године, манастирска црква је срушена. Највероватније је манастир обновљен 1686. када је саграђена и „ћелија“ (конак). О каквом се конаку и самом манастирском комплексу ради нема писаних трагова. Да је прва обнова манастира највероватније извршена у 17. веку, говоре чињенице да се постојање манастир не спомиње, последњем сачуваном турском попису из 1595.. године, насталом у време владавине Мурата Трећег (1574-1595).
Први писани подаци о манастиру и његовим објектима нађени су у запису јеромонаха Силивестера остављеном 22. фебруара 1686. године на рукописном литургијском зборнику.
По другом до данас сачуваном предању, забележеном у књизи Михајла Спиридоновића нову цркву, другачијег облика од претходне, саградили су мештани на истом месту. Када је завршена градња цркве, у овом крају образована је и парохија коју су сачињавала села Вета, Топоница, Космовац и Тамњаница.

По народном предању цркву Успеније Пресвете Богородице подигли су сами сељани села Вете још у турско доба. Неком деди Младену Стојићу, веома побожном грађанину села Вете, јавила се у сну Пресвета Богородица и казала му да се у месту где је данас манастир, налази црква.
Младен Стојић и остали мештани села Вете копали су неколико дана, док нису нашли рушевине храма. На његовим темељима подигли су садашњу ветанску цркву.

У Руско-турски рат (1735-1739) Хабсбуршка монархија је ушла 1737. године на руску страну да би добила део освојених области, али је била приморана да склопи посебан мир са Турском, предавши северну Србију, северну Босну и Олтенију, и омогућивши Османлијама да одоле руском притиску ка Цариграду. У Аустријско-турском рату 1737. године манастир је порушен. Обнова је покушана у 19. веку, у време Првог српског устанка, о чему у својим истраживањима Боривоје Рајковић наводи: 
да се изградња манастира везује за боравак Хајдук Вељка, који је зажелео да подигне манастир у хајдучкој Сувој планини, на заштићеном месту где хајдуци слободно могу да долазе и моле се. Зато је храм подигнут под самом планином.
Манастир је поново обновљен 1869. године на иницијативу Младена Стојића из Вете, о чему у православном календару „Свети цар Константин“ за 1942. годину стоји:
У селу Вети среза белопаланачког недалеко од жел. станице Црвена Река налази се манастир ветански коме припада и парохија ветанска.
У доба Османског царства у ветанској цркви служио је свештеник Спаса, а после њега његов син Богдан Поповић, све до 1890. године. Поп Богдан не само да је подигао манастирски конак већ је и довео братију, која не само да се молила Богу већ је просвећивала народ.
Непосредно пред ослобођење јужних крајева Србије од Османлија, 1877. године, у манастиру се тајно састајао Нишки комитет, који су предводили Никола Рашић и прота Петар Икономовић. Комитет је имао задатак да на овом простору допринесе пометњи у турској војсци, делујући оружано у њеној позадини.
Богдановом заслугом подигнута је поред цркве школа у којој су српску децу учили учитељи: Никола из Тетова, неки Сретен а затим монах Вељко.
Тако је манастир једно време био и снажан духовни и просветни центар целог краја испод Суве планине. Битну улогу у томе имао је свештеник Богдан Поповић. и братство манастира које је имало не само верско већ и просветну улогу. Поповић је као духовник ове цркве у њој остао до 1890. године. Од тада, па све до 1901. године, ветанска парохија била је у надлежности свештеника суседних парохија.
У времену од 1894. до 1899. године парох Ветанског манастира је био Богданов рођени брат Илија Поповић, иначе, парох суседне Шпајске парохије. После Илије Поповића, верске радње у ветанској парохији обављао је горњостуденички јереј Станко Златановић, да би 1901. године парохија коначно припала манастиру Успенија Пресвете Богородице у Вети. Од тада су старешине манастира били уједно и пароси. Познати пароси су били; јеромонах Јоаким, јеромонах Вићентије, игуман Данило Синко, јеромонах Серафим и јеромонах Јаков.
Током Првог светског рата манастир је опустошила бугарска војска која је окупирала овај део Србије. Јеромонаха Лукијана, који је у ратном периоду служио у Ветанском манастиру, 1916. године су Бугари заробили и држали у заточеништву све до 1919. године, када се вратио у манастир и служио до своје смрти 1932. године. Сељани Вете су га 1923. оптуживали за насртљивост према женама.
Други светски рат је Ветанском манастиру донео нова разарања. Пошто је на простору Вета, Космовац, у подножју Суве планине формиран први равногорски штаб за Ниш и околину, јеромонах манастира Вата Данило Синко са официрима овог штаба одмах је започео сарадњу. Помагао их је морално и материјално, а на почетку рата сакупљао је и оружје, преко поверљивих људи из околних села. Поред тога Синко је држао зборове по селима на којима је проповедао и агитовао за равногорске организације. Након сазнања за заједничке активности старешине Ветанског манастира, и четничког покрета, у мају 1942. године, као и у Великом рату, бугарска окупациона војска након што је у конаку пронашла оружје и муницију које су припадници четничког покрета Драже Михаиловића у њему сакрили, спалила су манастирски конак до темеља и цркву на којој је изгорео кров, док су звоник минирали. Бугари су иза себе оставили праву пустош. Најстарији мештани Вете и Космовца упоређују овај чин Бугара са Черкезима који су на идентичан начин уништили манастир. Након ове акције Бугари су старешину манастира Данила Синка, са још шест калуђера, одвели у логор на Црвеном Крсту у Нишу.
Непосредно након Другог светског рата, јеромонах Данила Синка вратио се у опустели манастир. Манастирска црква је убрзо потом поправљена. Кров на цркви у целости је санирао мештанин села, Јован Миленковић. Игуман Данило Синко упокојио се 1959. године и сахрањен је у манастиру Вета. Након његове смрти, игуман је постао сабрат манастира, јеромонах Јаков Благојевић, који је обнову манастирског комплекса започео са управом манастира 1972. године.

## Манастирски комплекс
Манастирски комплекс, који нема ограђено двориште (порту), састоји се од:
- Цркве Успеније Пресвете Богордице,
- Звонаре,
- Два конака, од којих је један у склопу са економском зградом (шталом, шупом и плевњом) а други у облику спратне зграде са подрумом и собом за становању на спрату,[г],
- Манастирског гробља,
- Манастирског кладенца (извора), на манастирском имању.

### Црква Успеније Пресвете Богородице
Манастирска црква која је посвећена успенију Пресвете Богородице је скромна једнобродна грађевина са полукружном апсидом на источној и отвореном припратом на западној страни и не припада ни једном архитектонском стилу.
Засведена је полуобличастим сводом који је положен на бочне пиластре. Црква је зидана од ломљеног и притесаног камена и цигле (припрата). Кров цркве изведен је на две воде и покривен црепом.
У припрату се улази са западне стране кроз трем који чине три једноставне аркаде.  Димензије припрате су: дужина 5,55 метара и ширина 5,62 м. Врата са аркадом су ширине 1,18 м. а висине 2,53 м. Ширина аркада на припрати са западне стране, са леве стране улаза је 1,.07, а висина 2,24 м. Аркада са десне стране улаза је ширине 1,19 м. а висине 2,53 м. Остале три аркаде на припрати са јужне стране су све исте: ширине по 0,92 м. и висине 1,96 м. Стубови на аркадама су димензија: на западној страни крајње леви 0,61 м. и има облик латиничног слова “L” Ову димензију и облик има стуб и на десном западном углу припрате, док  стубови на улазној аркади су димензије 0,46 х 0,30 м. Стубови на аркадама са јужне стране су димензије: први-угао 0,50 х 0,30, други 0,47 х 0,30 м и трећи 0,48 х 0,30 м. Између стубова је ниска ограда такође од опеке висине 0,53 м и дебљине 0,16 м.
Укупна дужина цркве са припратом је 13,04 метара (јужни зид) без полукружне апсиде, а са апсидом је 14,19 метара. Цркве има једна врата са западе стране димензије: висина 1,64 м и ширине 0,85 м. Врата су од дрвених дасака. Била су и врата на северном зиду цркве, али их је јеромонах Георгије зазидао.
Унутрашњост цркве је слабо осветљена. Дневна светлсот продире кроз два прозора на јужном зиду димензије  0,78 х 0,55 м. и једим прозором на апсиди димензије 0,57 х 0,27 м. (спољна мера).
Под цркве покривен је бродским подом (подом од дасака). Унутрашњи зидови цркве и њена припрата нису живописани.
Иконостас је од дрвета, скромно урађен, без икаквих украса. Израђен је после паљевине цркве и конака. На иконостасу у горњем делу, при врху, су иконе Светих Апостола, а у доњем делу светаца: лево од двери је икона Мајке Божије са малим Исусом у крилу, а десно од двери је такође велика икона Исуса Христа. На врху иконостаса је дрвени крст.
У манастиру се чува Путир из 1854. године, који су руски војници даривали манастиру за покој душа својих другова који су изгинули у ослободилачком рату.
Током реновирања цркве и уклањања икона које су страдале од зуба времена разбојника и војника који су до тада разарали овај манастир, међу оштећеним иконама откривена је и једна руска - литографија Успенија пресвете Богородице на којој су представљени и свети монаси Кијевско - печерске лавре од њеног настанка до данас. Ова икона је иначе позната као заштитница лавре.

## Звонара
Звонара се налази на платоу где и сама црква Успеније Пресвете Богородице, на јужној страни. Изграђена је од дрвета и блата, типа кованице. Кров је  на четири воде, покривен цреповима, на чијем је завршетку  метални крст. У основи-темељу је правоугаоног облика димензије 3,00 х 2,77 метара. Зидови су коси и  при врху се прикупљају (пирамидално). Висина звонаре са кровом је 5,50 метара, а без крова је 4,20 метара.
Звонара је на две етаже. У приземљу је просторија (соба) са  вратима, без прозора. Ту просторију мештани села Вете су прозвали  Валеријева келија, јер је монах Валериј Жибер, Рус, у њој живео. Висина ове прве етаже и келије је 2,10 метара.
Спрат звонаре је висине као и просторија испод, 2,10 метара, отворен и са оградом. На спрат  се долази мердевинама са источне стране. На дрвеним гредама испод крова окачено је и црквено звоно.

Звонара има само једно звоно, које је искључиво наменски изливено за потребе манастира 1893. године,  у Војно-техничком заводу у Крагујевцу. На звону се види изливен натпис:
„Управа војнотехничких завода у Крагујевцу“ са изливеним грбом Краљевине Србије. По ободу при дну звона изливено је: „Храм Успеније Бого Матере у Вети 1893 године.“

## Обнова манастира
Обнова манастирске цркве обављена је непосредно након Другог светског рата. Тада је и целости саниран кров на цркви, уз помоћ добровољног рада мештана села.
Обнову манастирског комплекса започела је 1972. године управа манастира на челу са старешином манастира јеромонахом Јаковом Благојевићем.  Потом се обнове манастира прихвата јеромонах Георгије Жунић рођен 1961. године, који је јуна 2003.године дошао у Ветански манастир из Погановског манастира. Одмах је прионуо на посао и до августа 2008, колико је био у овом манастиру, поправио је цркву са припратом, звонару и конаке. Променио је кров на цркви, оправио конаке и доградио купатило, довео воду из бунара који је сам копао у брду повише цркве.
Потом, обнову манастира је започео јеромонах Стефан.  Ветански манастир је наручио пројекат новог манастирског конака који је израдио архитекта Саша Буђевац, али градња конака није одмах почела услед недостатка средства. Тек 2011. године  започети су обимнији радови на  конаку, који уз краће и дуже прекиде трају и до данашњих дана.
Последњи радови на обнови манастира урађени су 2016. а састојали од довођења струје у Манастир и електрификације њених објекта. Тада је по први пут од његовог оснивања унутрашњост Манастир осветљена електричним сијалицама, уместо кандилима и свећама.

## Занимљивости
Захваљујући регионалном центру „Југоисток” Ниш, који је постави 39 бетонских и дрвених стубова и 1.600 метара електро мреже и у манастир, у којем од његовог оснивања никада није засветлела сијалица, доведена је електрична струја 2016. године. Тако је Вета постао још само један од бројних манастира у Нишкој православној епархији у којима је „Југоисток” последњих година 21. века изашао у сусрет и увео струју.